# Dickey Simpkins
LuBara Dixon "Dickey" Simpkins (Fort Washington Maryland; 6 de abril de 1972) es un jugador de baloncesto estadounidense que disputó ocho temporadas de la NBA, además de jugar en otras ligas internacionales. Con 2,06 metros de estatura, jugaba en la posición de ala-pívot.

## Trayectoria deportiva

### Universidad
Jugó cuatro temporadas con los Friars del Providence College, en las que promedió 9,8 puntos, 6,3 rebotes y 1,2 asistencias por partido.

### Profesional
Fue elegido por los Bulls en la vigésimo primera posición del Draft de 1994. Entraría en la rotación de los Bulls junto con Luc Longley, Bill Wennington y más tarde Dennis Rodman. En sus primeras temporadas no consiguió grandes números 513 puntos en 167 partidos. Simpkins ganaría tres anillos con los Bulls (1996,1997,1998), a pesar de que en las Finales de 1996 y 1997 no contó en la plantilla ni disputó ningún partido. Sin embargo la temporada 1997-98 sería muy poco monótona para él, después de jugar 40 partidos con los Bulls sería traspasado a los Golden State Warriors por Scott Burrell. Pero Dickey sólo jugaría 19 partidos con los Warriors que prescindirían de él, en ese momento los Bulls le recuperarían y esta vez sí que disputaría unas Finales NBA en 1998.
Simpkins comenzó a hacer un 63,4% en tiros de campo en 21 partidos, y en la primavera de 1998 participaría en los playoffs por primera vez en su carrera, consiguiendo su tercer y más merecido de todos, anillo. Después de la temporada 1998-99 (lockout), los Bulls perdieron poco a poco a sus grandes estrellas: Michael Jordan, Scottie Pippen, Dennis Rodman y Luc Longley, lo que le hizo que Simpkins ganara más minutos. Durante la temporada de 1999 apareció en algunos partidos en el quinteto titular, promediando 9.1 puntos y 6.8 rebotes (la mejor marca de su carrera). En la siguiente temporada también conseguiría la mejor marca de su carrera en cuanto a minutos jugados con un total de 1.651 minutos.  
Después de que los Bulls ficharan a Brad Miller en septiembre de 2000, los Bulls renunciaron a sus derechos por Simpkins, que pasaría una temporada en Grecia antes de volver a la NBA con los Atlanta Hawks durante la temporada 2001-02. Sólo jugaría un partido para los Hawks y finalizando el resto de la temporada en Grecia y en la CBA. Desde 2002, Simpkins ha jugado más allá del Atlántico disfrutando de una buena carrera en Rusia, Puerto Rico, Lituania, España, Filipinas y en el Líbano. Finalmente jugó para el GHP Bamberg de la Basketball Bundesliga. Durante el verano de 2006 fue visto trabajando a las afueras del Berto Center, el campo de entrenamiento de Chicago Bulls. Sin embargo, no iría al training camp.

## Estadísticas de su carrera en la NBA
|  | Denota temporada en la que fue Campeón de la NBA |

### Temporada regular
| Año     | Equipo       | PJ  | PT  | MPP  | %TC  | %3P   | %TL  | RPP | APP | ROB | TPP | PPP |
| ------- | ------------ | --- | --- | ---- | ---- | ----- | ---- | --- | --- | --- | --- | --- |
| 1994-95 | Chicago      | 59  | 5   | 9.9  | .424 | –     | .694 | 2.6 | 0.6 | 0.2 | 0.1 | 3.5 |
| 1995-96 | Chicago      | 60  | 12  | 11.4 | .481 | 1.000 | .629 | 2.6 | 0.6 | 0.2 | 0.1 | 3.6 |
| 1996-97 | Chicago      | 48  | 0   | 8.2  | .333 | .250  | .700 | 1.9 | 0.6 | 0.1 | 0.1 | 1.9 |
| 1997-98 | Golden State | 19  | 0   | 10.3 | .458 | .000  | .385 | 2.4 | 0.8 | 0.3 | 0.1 | 2.8 |
| 1997-98 | Chicago      | 21  | 0   | 11.3 | .634 | .000  | .591 | 1.5 | 0.8 | 0.2 | 0.1 | 3.7 |
| 1998-99 | Chicago      | 50  | 35  | 29.0 | .463 | .000  | .645 | 6.8 | 1.3 | 0.7 | 0.3 | 9.1 |
| 1999-00 | Chicago      | 69  | 48  | 23.9 | .405 | .000  | .542 | 5.4 | 1.4 | 0.3 | 0.3 | 4.2 |
| 2001-02 | Atlanta      | 1   | 0   | 3.0  | –    | –     | –    | 0.0 | 1.0 | 0.0 | 0.0 | 0.0 |
| Total   | Total        | 327 | 100 | 15.9 | .440 | .222  | .618 | 3.6 | 0.9 | 0.3 | 0.2 | 4.2 |

### Playoffs
| Año   | Equipo  | PJ | PT | MPP | %TC  | %3P | %TL  | RPP | APP | ROB | TPP | PPP |
| ----- | ------- | -- | -- | --- | ---- | --- | ---- | --- | --- | --- | --- | --- |
| 1998  | Chicago | 13 | 0  | 5.7 | .375 | –   | .444 | 1.0 | 0.2 | 0.2 | 0.1 | 1.2 |
| Total | Total   | 13 | 0  | 5.7 | .375 | –   | .444 | 1.0 | 0.2 | 0.2 | 0.1 | 1.2 |